# Andrzej Adamek
Andrzej Adamek (Wałbrzych, 6 gennaio 1972) è un ex cestista e allenatore di pallacanestro polacco.

## Palmarès

### Giocatore
- Campionato polacco: 3

Śląsk Wrocław: 1998-99, 1999-2000, 2001-02
- Coppa di Polonia: 1

Prokom Sopot: 2001
- Supercoppa polacca: 2

Śląsk Breslavia: 1999, 2000

### Allenatore
- Campionato polacco: 1

Prokom Gdynia: 2011-12
- Coppa di Polonia: 2

Zielona Góra: 2015
Walbrzych: 2025
- I. Polska Liga Koszykówki: 1

Walbrzych: 2023-2024